# Vườn quốc gia San Guillermo
Vườn quốc gia San Guillermo (tiếng Tây Ban Nha: Parque Nacional San Guillermo) là một vườn quốc gia nằm ở Iglesia, thuộc tỉnh San Juan, Argentina. Nó được thành lập vào ngày 13 tháng 1 năm 1999 trên cơ sở mở rộng từ Khu dự trữ tỉnh San Guillermo được thành lập vào năm 1998, vườn quốc gia này là một phần (cùng với khu dự trữ thiên nhiên tỉnh) của khu dự trữ sinh quyển San Guillermo có diện tích 971.460 ha.
Nằm ở vùng sinh thái đồng cỏ Puna lạnh giá, vườn quốc gia là nơi bảo tồn số lượng lớn nhất các loài Lạc đà thảo nguyên (bao gồm Lạc đà thảo nguyên nhỏ và Lạc đà thảo nguyên lớn) tại Argentina. Các động vật đáng chú ý khác bao gồm Đà điểu Nam Mỹ, Thần ưng Andes, Báo sư tử, Lửng cáo Nam Mỹ và thú có mai.
Thảm thực vật được đặc trưng bởi các loài thực vật núi cao có ưu thế về hình thức, tồn tại trong điều kiện hạn hán khắc nghiệt nhất. Lượng mưa khan hiếm (30–100 mm/năm). Trong một số năm có tuyết rơi vào mùa đông kèm theo những cơn gió rất mạnh, có thể đạt vận tốc 100 km/h. Vì vậy, thực vật phổ biến nhất là cây bụi thấp. Một loài đặc hữu của vườn quốc gia này thuộc họ Cúc được biết đến với tên khoa học Huarpea Andes.